# Kim Yoon-mi
Kim Yoon-mi (kor. 김윤미; * 1. Dezember 1980 in Seoul) ist eine ehemalige südkoreanische Shorttrackerin.

## Karriere
Sie ist die jüngste Olympiasiegerin bei Olympischen Winterspielen. Ihre Goldmedaille gewann sie im Staffelwettbewerb über 3000 m bei den Olympischen Winterspielen 1994 in Lillehammer. Sie war bei diesem Olympiasieg erst 13 Jahre und 83 Tage alt. Damit ist sie auch die jüngste Teilnehmerin dieser Winterspiele. Den Olympiasieg konnte sie vier Jahre später in Nagano erfolgreich verteidigen. Nach ihrer aktiven Laufbahn wurde Kim Shorttracktrainer in Maryland und Virginia.

## Ehrungen
- Medaille „Blue Dragon“ der Republik Korea.